# 统一国民党
统一国民党（英語：United National Party，缩写为UNP, 发音Eksath Jathika Pakshaya），斯里兰卡主要政党之一。统一国民党奉行亲资本主义、自由保守主义政策，赞成新自由主义市场经济。该党是国际民主联盟的成员。

## 歷史
统一国民党成立于1946年9月6日，由三种来自多数僧伽罗人社区和少数坦米爾人和穆斯林社区的右派政党合并组成。党主席唐·斯蒂芬·森纳那亚克是著名政治家，为争取从英国独立而斗争。
统一国民党作为执政党或执政联盟，曾在1947年到1956年、1965年到1970年、1977年到1994年组阁，执政长达33年。1978年到1994年的斯里兰卡总统也是统一国民党籍。
在2004年的斯里兰卡立法議會选举中，统一国民党为首的统一国民阵线政党联盟赢得了37.8%的选票和225个议会席位的82个。而中間偏左的執政联盟统一人民自由联盟赢得了45.60%的选票。
2009年11月3日在斯里兰卡议会大楼，统一国民党和其他12个反对党签署組成1个反对党联盟，以對抗被認為日益專制濫權的執政联盟统一人民自由联盟。
2015年1月8日的總統選舉，推舉的共同反對派總統候選人勝出大選，相隔11年重新執政。同年的國會選舉，統一國民黨在選舉中奪得106席，再次在國會中成為第一大黨。